# Alkylfenol
Alkylfenoler är kemiska föreningar som består av en eller flera alkylkedjor bundna till en fenol. Fenol består av en aromatisk ring och en hydroxylgrupp. Alkylkedjan kan vara olika lång, till exempel butyl, nonyl eller dodecyl som har fyra, nio respektive tolv stycken kolatomer. Detta bildar sedan derivat som till exempel nonylfenol och dodecylfenol.
Alkylfenoler används för att framställa derivat som till exempel alkylfenoletoxilater, ytaktiva ämnen som används som tensider i bland annat rengöringsmedel.
Huvudparten av all producerad nonylfenol används för tillverkning av nonylfenoletoxilat. Nonylfenol används också som katalysator vid härdning av epoxihartser. Dodecylfenol används för tillverkning av smörjoljetillsatser och för framställning av dodecyletoxilat.
Nonylfenoletoxilat bryts förhållandevis lätt ned i miljön och bildar nonylfenol som nedbrytningsprodukt. Nonylfenol är svårnedbrytbart och bioackumuleras i miljön. Många alkylfenoler är giftiga för vattenlevande organismer och mest giftiga är de med en stor alkylkedja, det vill säga oktyl-, nonyl- och dodecylfenol. Nonylfenol är klassificerat som mycket giftigt för vattenlevande organismer och kan orsaka skadliga långtidseffekter i miljön.
Nonylfenol har hormonstörande effekter, bland annat har feminisering av hanfiskar observerats. Riskbedömningar tyder på att även oktylfenol har samma egenskaper som nonylfenol både vad gäller miljöfarlighet och östrogena effekter.
Nonylfenol och nonylfenoletoxilat är förbjudet i vissa användningsområden inom EU genom begränsningsregler i bilaga XVII till Reach.